# Passonfontaine
Passonfontaine est une commune française située dans le département du Doubs, la région culturelle et historique de Franche-Comté et la région administrative Bourgogne-Franche-Comté.

## Géographie

### Toponymie
Passonfontenne en 1243 ; Passumfonteine en 1267 ; Poissonfonteinne en 1316 ; Passonfontainne en 1352 ; Passonfontaine depuis 1524.

### Climat
Pour des articles plus généraux, voir Climat de la Bourgogne-Franche-Comté et Climat du Doubs.
En 2010, le climat de la commune est de type climat de montagne, selon une étude du Centre national de la recherche scientifique s'appuyant sur une série de données couvrant la période 1971-2000. En 2020, Météo-France publie une typologie des climats de la France métropolitaine dans laquelle la commune est exposée à un climat de montagne ou de marges de montagne et est dans la région climatique  Jura, caractérisée par une forte pluviométrie en toutes saisons (1 000 à 1 500 mm/an), des hivers rigoureux et un ensoleillement médiocre. 
Pour la période 1971-2000, la température annuelle moyenne est de 8 °C, avec une amplitude thermique annuelle de 16,6 °C. Le cumul annuel moyen de précipitations est de 1 447 mm, avec 13,5 jours de précipitations en janvier et 10,9 jours en juillet. Pour la période 1991-2020, la température moyenne annuelle observée sur la station météorologique de Météo-France la plus proche, « Épenoy », sur la commune d'Épenoy à 4 km à vol d'oiseau, est de 9,2 °C et le cumul annuel moyen de précipitations est de 1 363,0 mm. 
La température maximale relevée sur cette station est de 36,4 °C, atteinte le 7 août 2003 ; la température minimale est de −18,8 °C, atteinte le 5 février 2012,,. 
Les paramètres climatiques de la commune ont été estimés pour le milieu du siècle (2041-2070) selon différents scénarios d'émission de gaz à effet de serre à partir des nouvelles projections climatiques de référence DRIAS-2020. Ils sont consultables sur un site dédié publié par Météo-France en novembre 2022.

## Urbanisme

### Typologie
Au 1er janvier 2024, Passonfontaine est catégorisée commune rurale à habitat dispersé, selon la nouvelle grille communale de densité à 7 niveaux définie par l'Insee en 2022.
Elle est située hors unité urbaine. Par ailleurs la commune fait partie de l'aire d'attraction de Valdahon, dont elle est une commune de la couronne,. Cette aire, qui regroupe 22 communes, est catégorisée dans les aires de moins de 50 000 habitants,.

### Occupation des sols
L'occupation des sols de la commune, telle qu'elle ressort de la base de données européenne d’occupation biophysique des sols Corine Land Cover (CLC), est marquée par l'importance des territoires agricoles (58,8 % en 2018), une proportion sensiblement équivalente à celle de 1990 (58,7 %). La répartition détaillée en 2018 est la suivante : 
prairies (54,2 %), forêts (26 %), zones humides intérieures (13,8 %), zones agricoles hétérogènes (4,6 %), zones urbanisées (1,4 %). L'évolution de l’occupation des sols de la commune et de ses infrastructures peut être observée sur les différentes représentations cartographiques du territoire : la carte de Cassini (XVIIIe siècle), la carte d'état-major (1820-1866) et les cartes ou photos aériennes de l'IGN pour la période actuelle (1950 à aujourd'hui).

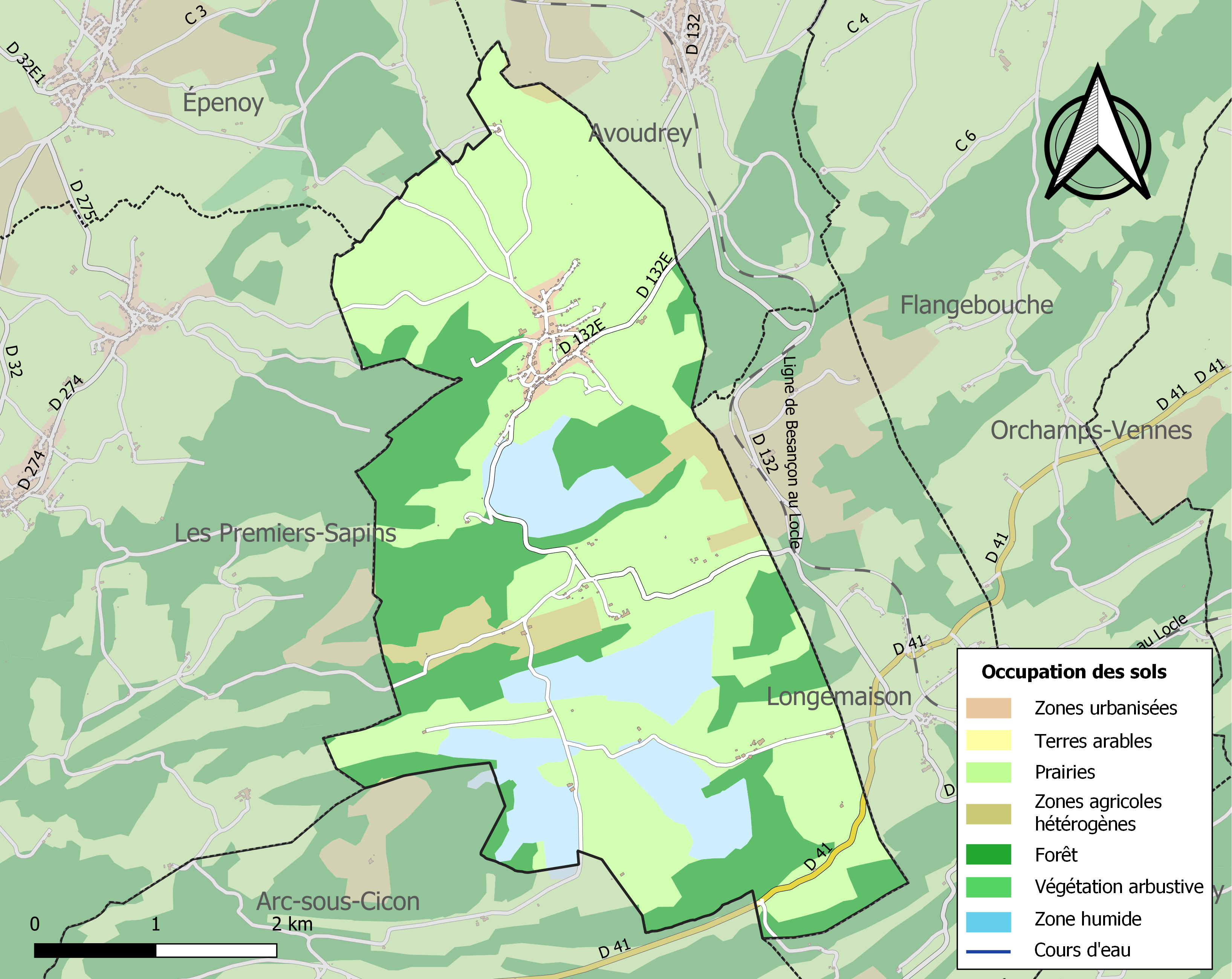
Carte des infrastructures et de l'occupation des sols de la commune en 2018 (CLC).

## Histoire
Dans les livres La Maison du Montagnon et de Cicon... à la grâce-Dieu, l'abbé Jean Garneret et l'abbé Alfred Bouveresse mentionnent tour à tour l'histoire de Passonfontaine. Elle s'est déroulée à l'ombre de Cicon; Henri de Cicon avait affranchi de la mainmorte Antoine Vernerey en 1500 et lui confie la charge d'intendant de la seigneurie de Passonfontaine. Antoine Vernerey ajoutait à cette fonction celle de Bailli d'Eysson pour le prieuré de Morteau. Il obtint le 11 aout 1524, la permission pour les habitants de Passonfontaine d'avoir leurs propres fours à pain, moyennant redevances aux seigneurs. La descendance de cette famille fut très nombreuse et compte Jean II Vernerey dit "la Routte", sergent-major de bataille au service de l'Espagne, blessé et prisonnier des Français en 1633. Évadé, on le retrouve commandant du château d'Ussier qu'il défendit avec succès contre les Suédois du duc de Weimar en 1639 et ensuite contre les troupes françaises dont il repoussa toutes les tentatives. Il reprend aux Français, Baudoucourt, Faucogney et Lure. Cette belle défense et d'autres exploits valurent au capitaine Jean Vernerey de la Routte, des lettres d’ennoblissement signées par Philippe IV d'Espagne le 19 octobre 1650, enregistrées à Simancas en Espagne. Jean Vernerey et sa femme Anne Belin furent les parrains en 1649 d'une des cloches de l'église de Passonfontaine. En 1992, Olivier et Pascal Vernerey acquièrent la Grosse Maison, classée Monument Historique le 24 octobre 1988 et nantie d'un arrêté de péril. Depuis, les familles Olivier et Pascal Vernerey restaurent avec les conseils et l'aide de la Direction Régionale des Affaires Culturelles de Franche-Comté la Maison Antoine Vernerey.
La famille Pourcelot (Porcelot/Porcelet/des Porcelets) issue de l'aristocratie bourguignonne des cogouverneurs de Besançon s'installe à Passonfontaine où elle maintient son titre héréditaire de "Bannelier de Cicon" pendant près de deux cents ans (1481- fin XVIIe siècle).

## Politique et administration
| Période   | Période  | Identité          | Étiquette | Qualité  |
| --------- | -------- | ----------------- | --------- | -------- |
| mars 2001 | 2008     | Georges Bôle      |           |          |
| 2008      | mai 2020 | Stéphanie Alixant | DVD       | Ouvrière |
| mai 2020  | En cours | Benoît Bouchard   |           |          |

## Démographie
L'évolution du nombre d'habitants est connue à travers les recensements de la population effectués dans la commune depuis 1793. Pour les communes de moins de 10 000 habitants, une enquête de recensement portant sur toute la population est réalisée tous les cinq ans, les populations de référence des années intermédiaires étant quant à elles estimées par interpolation ou extrapolation. Pour la commune, le premier recensement exhaustif entrant dans le cadre du nouveau dispositif a été réalisé en 2006.

En 2022, la commune comptait 334 habitants, en évolution de +3,41 % par rapport à 2016 (Doubs : +1,88 %, France hors Mayotte : +2,11 %).
| 1793 | 1800 | 1806 | 1821 | 1831 | 1836 | 1841 | 1846 | 1851 |
| ---- | ---- | ---- | ---- | ---- | ---- | ---- | ---- | ---- |
| 610  | 574  | 623  | 604  | 662  | 695  | 710  | 785  | 677  |

| 1856 | 1861 | 1866 | 1872 | 1876 | 1881 | 1886 | 1891 | 1896 |
| ---- | ---- | ---- | ---- | ---- | ---- | ---- | ---- | ---- |
| 630  | 657  | 671  | 626  | 673  | 665  | 641  | 612  | 566  |

| 1901 | 1906 | 1911 | 1921 | 1926 | 1931 | 1936 | 1946 | 1954 |
| ---- | ---- | ---- | ---- | ---- | ---- | ---- | ---- | ---- |
| 549  | 536  | 549  | 489  | 442  | 433  | 443  | 423  | 332  |

| 1962 | 1968 | 1975 | 1982 | 1990 | 1999 | 2006 | 2011 | 2016 |
| ---- | ---- | ---- | ---- | ---- | ---- | ---- | ---- | ---- |
| 303  | 290  | 229  | 217  | 193  | 227  | 264  | 284  | 323  |

| 2021 | 2022 | - | - | - | - | - | - | - |
| ---- | ---- | - | - | - | - | - | - | - |
| 337  | 334  | - | - | - | - | - | - | - |

## Lieux et monuments
- Attachée à la seigneurie de Cicon, la Grosse Maison édifiée par Antoine Vernerey à partir de 1520 est typiquement XVIe avec  ses jolies fenêtres à meneaux et à accolades simples ou doubles; elle présente  des dimensions imposantes (34 m x 27 m), qui s’expliquent par son  rôle d’entrepôt. Un avant-couvert, reposant sur deux piliers antérieurs protège l’entrée principale. Dans la pierre, sous le  faîtage, est sculptée la croix de Saint Antoine, en forme de T, patron des deux  bâtisseurs. Le grand tué entièrement en pierre (16 mètres de haut) situé au centre de la maison est un peu postérieur, 1634 et les plafonds « à la  française » remplaceront les premiers vers 1680. Maison forte et grenier au XVIe siècle, la maison Antoine Vernerey fut exploitée pendant plus de cinq siècles comme une ferme pastorale. La Grosse Maison est classée Monument historique en totalité depuis le 24 octobre 1988[14].
- Église Saint-Martin bâtie en 1813 au clocher comtois qui renferme une cloche recensée dans la base Palissy[20].
- Chapelle du Sausset.

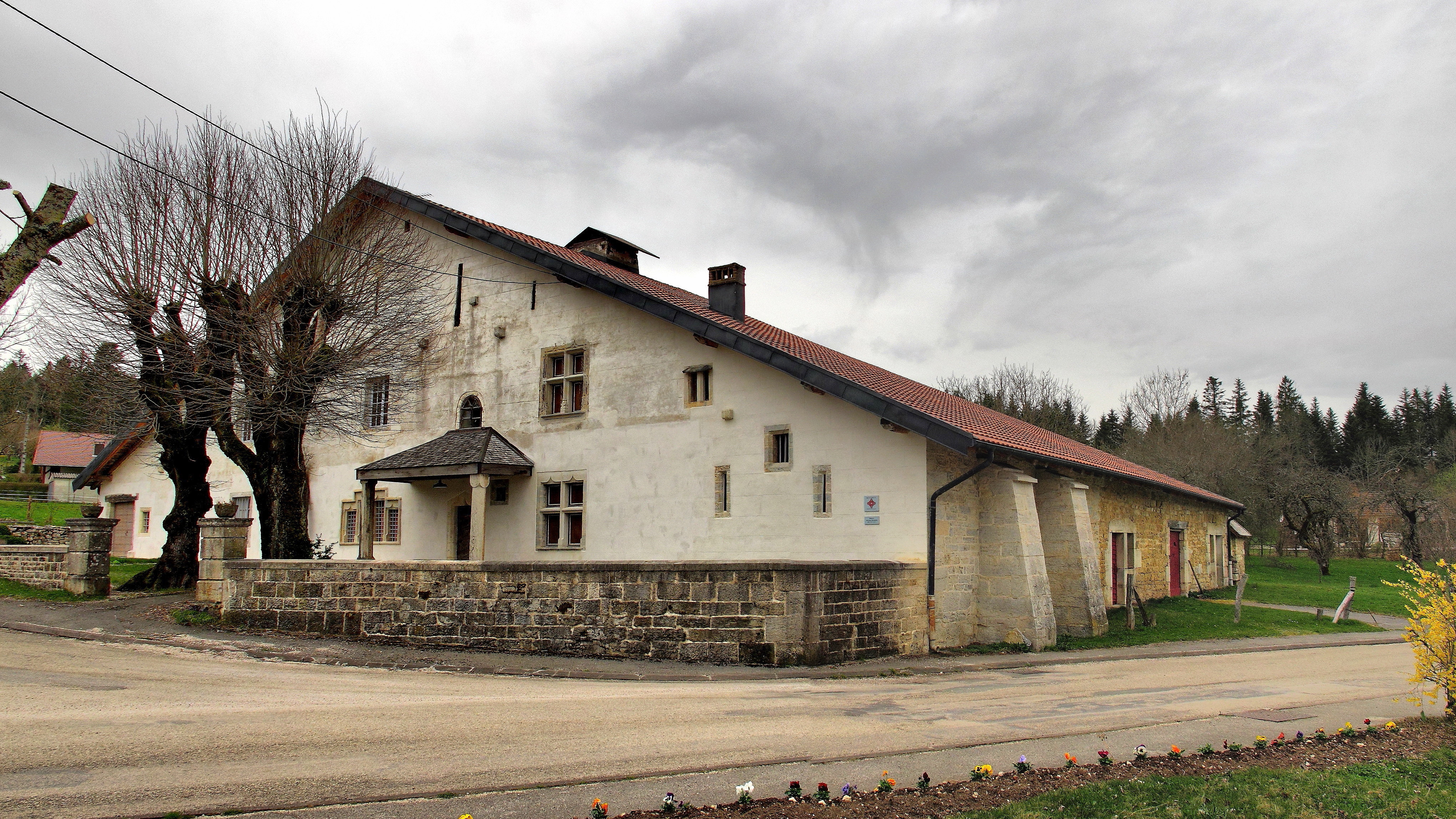
La maison Vernerey.
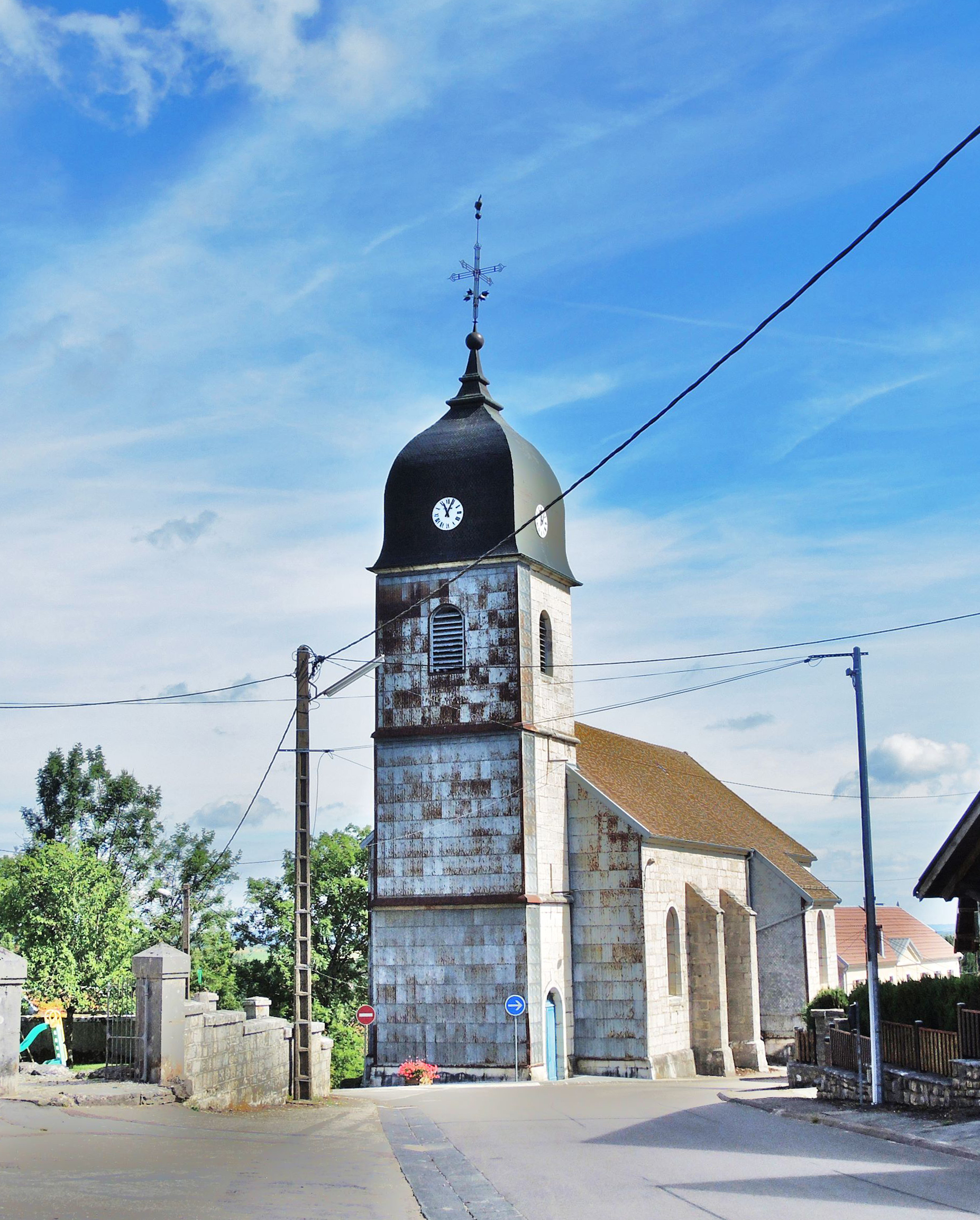
L'église Saint-Martin.
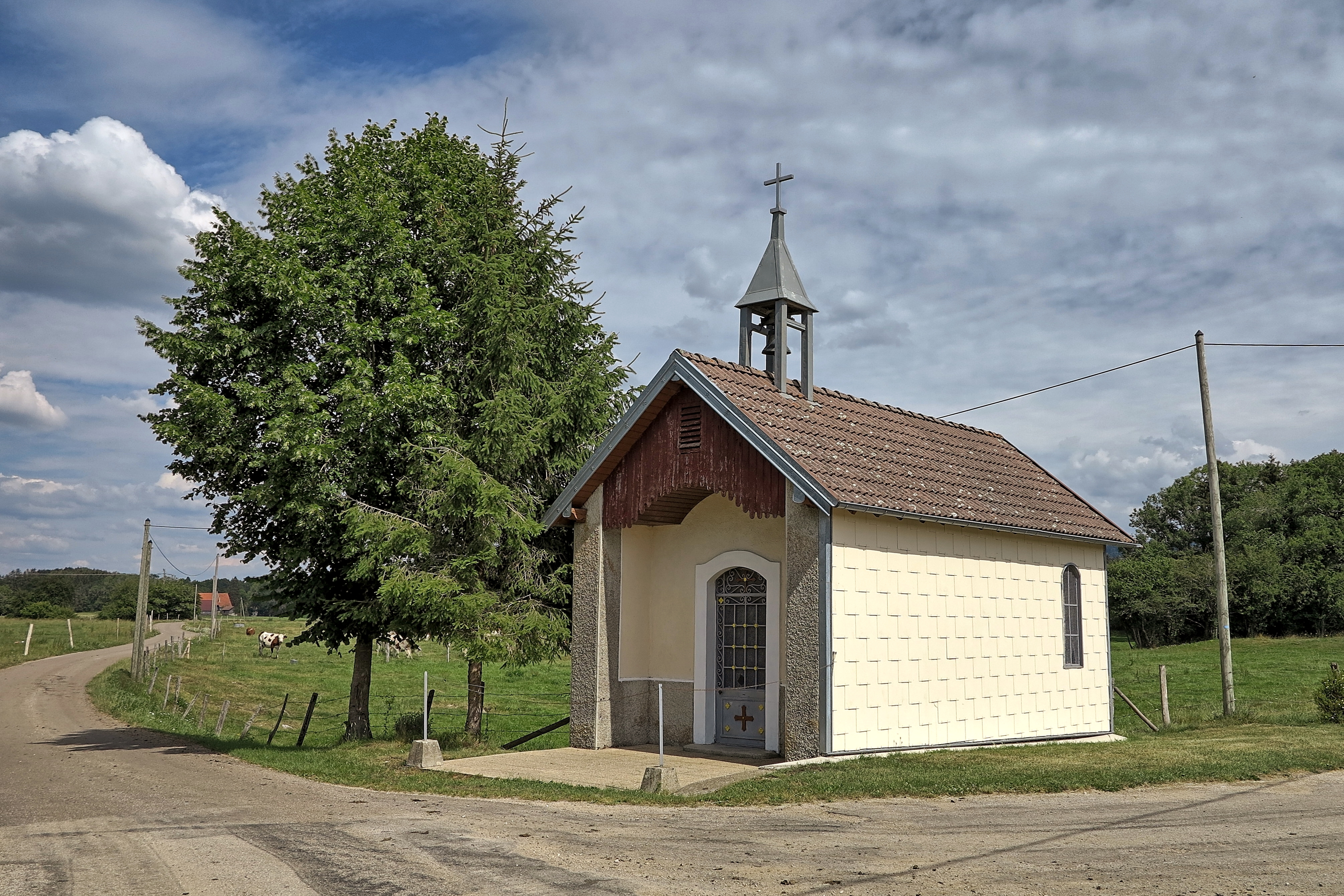
La chapelle du Sausset.

- Étang de Barchet[21], plan d'eau de 3,5 ha. Un sentier d'interprétation de 5 km en fait le tour. Depuis le début du printemps 2009, des chevaux rustiques de race Konik Polski ont été introduits pour la gestion écologique des lieux.
- Tourbières des Seignes

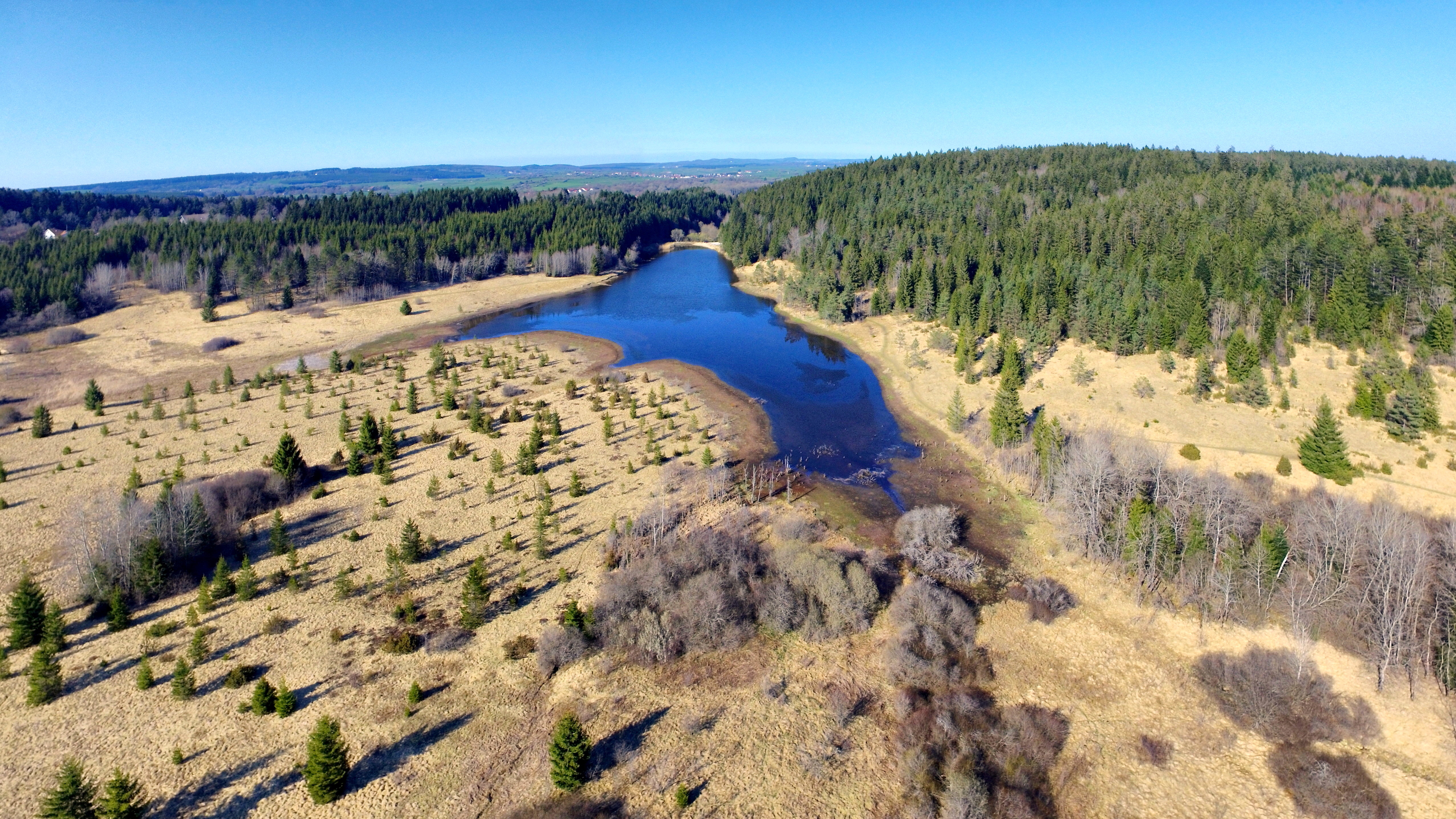
L'étang du Barchet et ses tourbières.
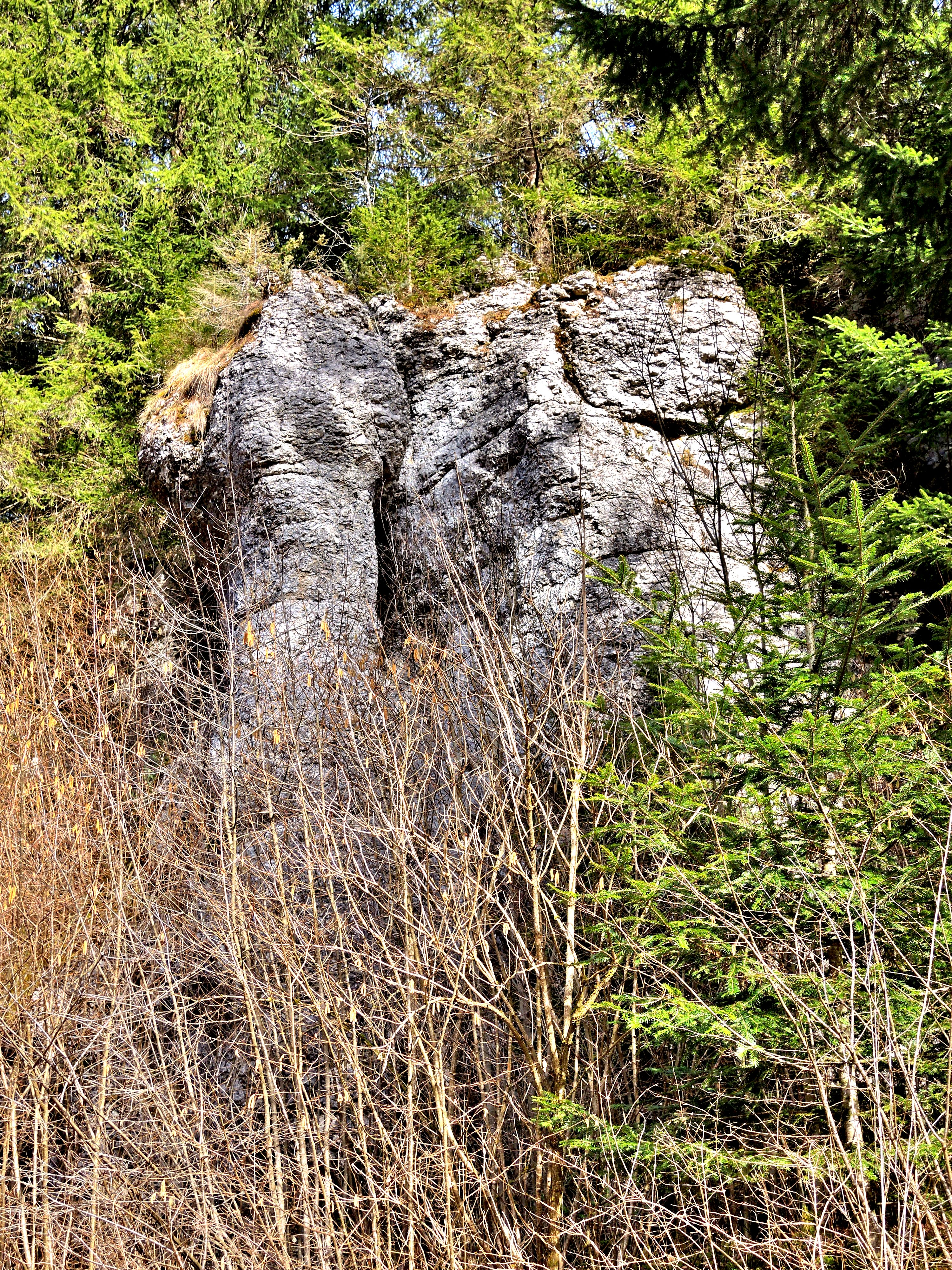
Rocher de la morille.
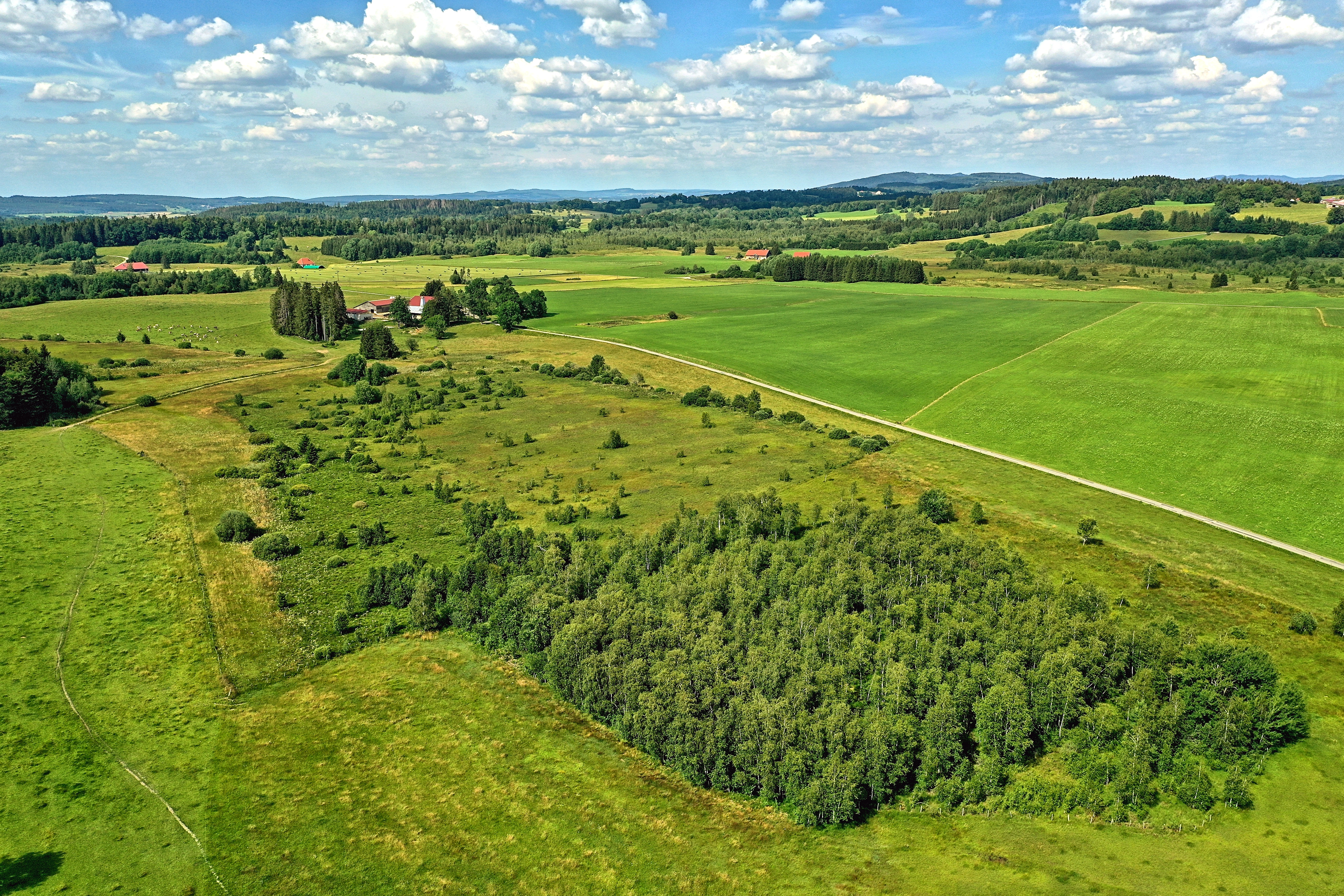
Les tourbières des Seignes.

### Passonfontaine dans la littérature
Maurice Dayet, auteur des Notes sur le Conventionnel Vernerey  et sur sa famille (Mémoires de la Société d’Émulation du Doubs, 1912), cite Jean Vernerey, littérateur, né vers 1540 à Passonfontaine. Étudiant à Dole, puis à Paris, il voyagea ensuite pendant sept ans et fréquenta les cours des plus célèbres professeurs de Bologne, Parme et Padoue. Il se trouvait encore dans cette dernière ville en 1571 et annonçait son désir de rentrer en Franche-Comté. Son retour eut lieu sans doute autour de 1575 et il mourut à Passonfontaine avant l'âge de 40 ans. Il publia deux ouvrages à Padoue en 1565.
Dans le poème d'Aragon Le Conscrit des Cent Villages, l'auteur fait référence à un village qu'il appelle Passefontaine. Ce village est introuvable dans la liste des communes de France et dans la liste des communes supprimées. On peut supposer qu'Aragon a fait référence à Passonfontaine.

## Personnalités liées à la commune
Vers 1520, Antoine Vernerey entreprit la construction de deux maisons à la mesure de sa richesse et dans le style des nobles de l'époque. Antoine Vernerey mourut vers 1532 et c'est son fils prénommé Anthoine, qui termina les édifices, étant entré lui-même dans la plupart des fonctions de son père. Anthoine Vernerey acquit une partie de la seigneurie de Rantechaux. Comme son père, il fut enterré dans l'ancienne église et après l'incendie de celle-ci, leurs restes furent ramenés en 1834, au pied de la chaire de la nouvelle église. Sur la dalle de leur tombe est sculpté en écriture semi cursive : "Cy gist feu Honorable nome Anthoine Vernerey - qui trepassa le MVCXXXII - Dieu aye son ame - Cy gist feu Honorable Antoine Vernerey de son vivant chastelain de rantechaux lequel trepassa le premier jour de 15--".